# Русецький Микола Вікторович
Мико́ла Ві́кторович Русе́цький — молодший сержант Збройних сил України, учасник російсько-української війни.
старший лейтенант поліції УПП в Миколаївській області.

## Нагороди
За особисту мужність і героїзм, виявлені у захисті державного суверенітету та територіальної цілісності України, вірність військовій присязі під час російсько-української війни нагороджений
- орденом «За мужність» ІІІ ступеня (8.08.2014)
- орденом «За мужність» II ступеня (4.12.2014)
- нагрудним знаком «Захиснику вітчизни»
- нагрудним знаком «За оборону Донецького аеропорту»[джерело?]
- орденом Богдана Хмельницького ІІІ ступеня (18.06.2022)